# Ignition (오프스프링의 음반)
| 전문가 평가                   | 전문가 평가 |
| 평가 점수                     | 평가 점수   |
| 출처                          | 점수        |
| ----------------------------- | ----------- |
| AllMusic                      | [ 3 ]       |
| Christgau's Consumer Guide    | [ 4 ]       |
| The Rolling Stone Album Guide | [ 5 ]       |
| Spin Alternative Record Guide | 5/10        |

《Ignition》은 1992년 10월 16일, 에피타프 레코드가 발매한 미국의 펑크 록 밴드 오프스프링의 두 번째 스튜디오 음반이다. 얼터너티브 록과 그런지 시대에 발행된 이 음반은 밴드가 지지자들을 모으기 시작하면서 남부 캘리포니아에서 작은 성공을 가져왔다. 이 성공은 그들의 다음 음반인 《Smash》 (1994년)와 함께 계속 성장할 것이다. 이 음반은 각 밴드 멤버들의 사진이 라이너 노트에 포함된 최초이자 유일한 음반이다.
《Ignition》은 《Smash》가 발매된 지 거의 2년 후인 1996년 1월 22일 골드 인증을 받았으며 전 세계적으로 백만 장 이상이 팔렸다. 2012년 음반의 20주년 기념으로, 오프스프링은 일부 선별된 콘서트에서 《Ignition》을 전체적으로 연주했다. 그들은 또한 2017년 길먼 스트리트 924번지의 자선 콘서트에서 이 음반을 공연했다.
밴드는 20년 후에 발매된 그들의 아홉 번째 스튜디오 음반 《Days Go By》를 위해 《Ignition》의 여섯 번째 트랙 〈Dirty Magic〉을 재녹음했다.

## 배경 및 녹음
1991년 오프스프링은 프로듀서 톰 윌슨과 함께 《Baghdad》 7인치 EP를 녹음했다. 이 EP는 밴드가 에피타프 레코드와 계약하는 데 중요한 역할을 했다. 윌슨은 오프스프링이 배드 릴리전의 기타리스트 브렛 구어위츠가 운영하는 레이블인 에피타프로 바꾸도록 노력해왔다. 구어위츠는 《The Offspring》이 그의 레이블에 비해 충분히 두드러지지 않았다고 느꼈지만, 《Baghdad》는 그가 그 밴드에게 기회를 주도록 설득했다. 《Baghdad》의 성공 덕분에 《The Offspring》은 그들의 두 번째 스튜디오 음반을 녹음할 수 있었다. 밴드는 《Ignition》을 녹음하기 위해 1992년 6월, 웨스트비치 레코더와 트랙 레코드 두 개의 녹음 스튜디오에 들어갔고, 이 두 개의 녹음 스케줄은 각각 한 달 (1989년 3월과 1991년 2월)에 녹음된 《The Offspring》과 《Baghdad》의 제작 스케줄과 유사했다.

## 곡 목록
모든 곡들은 특별한 언급이 없는 한 덱스터 홀랜드에 의해 작사/작곡하였다.
| #   | 제목                    | 작사·작곡                          | 재생 시간 |
| --- | ----------------------- | ---------------------------------- | --------- |
| 1.  | Session                 | 질 엑하우스, 홀랜드, 크리스틴 루나 | 2:32      |
| 2.  | We Are One              |                                    | 4:00      |
| 3.  | Kick Him When He's Down |                                    | 3:16      |
| 4.  | Take It Like a Man      |                                    | 2:55      |
| 5.  | Get It Right            |                                    | 3:06      |
| 6.  | Dirty Magic             |                                    | 3:48      |
| 7.  | Hypodermic              |                                    | 3:21      |
| 8.  | Burn It Up              |                                    | 2:42      |
| 9.  | No Hero                 |                                    | 3:22      |
| 10. | L.A.P.D.                |                                    | 2:45      |
| 11. | Nothing from Something  | 마빈 퍼거슨, 홀랜드                | 3:00      |
| 12. | Forever and a Day       |                                    | 2:37      |

## 인증
| 국가                       | 인증 | 판매량/출하량 |
| -------------------------- | ---- | ------------- |
| 오스트레일리아 (ARIA)      | 골드 | 35,000^       |
| 캐나다 (뮤직 캐나다)       | 골드 | 50,000^       |
| 미국 (RIAA)                | 골드 | 500,000^      |
| 요약                       |      |               |
| 전 세계                    | —    | 1,000,000     |
| ^출하량을 기반으로 한 인증 |      |               |